# Dick Morrissey
Dick Morrissey (Horley, Surrey, Inglaterra, 9 de mayo de 1940-Deal, Kent, 8 de noviembre de 2000) fue un saxofonista británico de jazz. Compositor, instrumentista y líder de la banda If, a lo largo de su vida trabajó con músicos como Vangelis, Jon Anderson (vocalista de Yes), Gary Numan o Paul McCartney. Una de sus colaboraciones más conocidas fue el solo de saxo del tema de amor de la película Blade Runner.

## Biografía
Nacido Richard Edwin Morrissey, su vocación de músico autodidacta le permitió dominar el clarinete a los 16 años, Comenzó a tocar con la Original Climax Jazz Band, y más tarde en el septeto de Gus Galbraith, donde el saxofonista alto Peter King le pasó las grabaciones de quien sería su principal inspiración, Charlie Parker. En ese momento ya había ampliado su espectro de instrumentista al saxo soprano, y la flauta, llegando a especializarse como saxo tenor en el marco del «hard bop» británico (jazz vivo de la década de 1950). En la primavera de 1960 lideró su propio cuarteto, con el que grabó un primer LP, ¡It’s Morrissey, Man! (aparecido en 1961). De 1961 a 1962 estuvo en Calcuta, con el Ashley Kozak Quartet, y de vuelta en Gran Bretaña, formó un nuevo cuarteto con el pianista Harry South, el bajo Phil Bates, y el batería Phil Seaman, con los que en 1965 grabó Storm Warming (para el sello Mercury). Durante esa época también tocó en bandas dirigidas por Ian Hamer y Harry South, incluyendo The Six Sounds. En ese periodo colaboró con músicos americanos de gira en Europa, como los cantantes Freddie Mack, J.J. Jackson o Jimmy Witherspoon, o el organista Brother Jack McDuff. También participó de forma regular en el National Jazz Festival durante esa década de 1960, haciendo su última aparición en Windsor en 1966 (aunque volvió al festival con If en 1972, en una única aparición).
En 1969 fundó con el guitarrista Terry Smith la banda de jazz-rock If, que algunos especialistas asocian a Blood, Sweat & Tears y Chicago. La trayectoria de la banda no cuajó en el resto del panorama musical y en 1975 se disolvió el grupo tras dejar editados ocho elepés.
Tras hacer una gira por Alemania con Alexis Korner, acompañó a Estados Unidos a los escoceses de la Average White Band. Durante su estancia en Nueva York colaboró con Herbie Mann y conoció al guitarrista de Glasgow Jim Mullen, con quien, tras grabar un primer álbum juntos en Nueva York, a su regreso a Gran Bretaña formó el que resultaría ser «su más popular y duradero proyecto»; juntos llegarían a grabar siete álbumes, entre 1976 y 1988. En 1979, la casa discográfica EMI escogió a Morrissey-Mullen para realizar en los estudios de Abbey Road la primera grabación digital realizada en el Reino Unido, la primera de una serie de sencillos digitales de 12”.
Paralelamente, fue miembro fundador de Rocket 88, una banda de boogie-woogie creada por Ian Stewart, y que contaba con la colaboración de músicos como Jack Bruce, Charlie Watts y Alexis Korner, entre otros.
Su versatilidad como músico de sesión, hizo que el saxo de Morrissey se conociera mucho más allá del jazz, reclamado por personajes como Peter Gabriel, Gary Numan, Roy Harper o Paul McCartney, y desarrollando una especial simbiosis con Jon Anderson y el griego Vangelis en trabajos como Private Collection, The Friends of Mr Cairo o la banda sonora de la película Blade Runner. Aparte de las primeras grabaciones y las giras por Europa y los Estados Unidos con If, Morrissey también viajó, grabó y colaboró con músicos e intérpretes tan diversos como los antes citados, además de con Charly Antolini –con quien además grabó cuatro álbumes–, Alexis Korner, Hoagy Carmichael, Mike Carr, Georgie Fame, Brian Auger, Dusty Springfield, Freddie Mack, Pete York, Phil Carmen, Herbie Mann, Demis Roussos, David "Fathead" Newman, Tommy Körberg, Boz Scaggs, Johnny Griffin, David Sanborn, Steve Gadd, Richard Tee, Billy Cobham, Michael Brecker, Randy Brecker, Sonny Fortune, Sonny Sharrock, Teddy Edwards, Mel Collins, Dick Heckstall-Smith, John Surman, Graham Bond, Klaus Doldinger, Al Casey, Miller Anderson, Mickey Waller, Clem Clempson, Gloria Gaynor, Annie Ross, Bridget St. John; o con grupos como Soft Machine, Orange Juice y Shakatak, entre otros.
Enfermo de cáncer desde mediados de la década de 1980, continuó asistiendo a sesiones y gigs hasta el final de su vida. Sus biógrafos evocan su imagen sentado en su silla de ruedas, y tocando en el pub The Alma, en Deal, (Kent). Su despedida, acompañado de compañeros de la antigua banda Morrissey-Mullen, con el propio Jim Mullen y Pete Jacobsen, aconteció en agosto del 2000 en el teatro Astor de Deal, ciudad en la que poco después se celebraría su funeral con una importante asistencia de compañeros músicos.

### La estela de Morrissey
Tras la muerte de Morrissey, diferentes críticos británicos ponderaron el «savoir-faire» del saxofonista, «en la estela de músicos anteriores como el propio Charlie Parker, conectando con músicos americanos como Sonny Rollins, Johnny Griffin y en especial con Stanley Turrentine» (sintetizando a Steve Voce en la necrológica de The Independent).
En la necrológica publicada en The Times, Chris Welch le dibujaba como un «músico apasionado que se sentó a horcajadas sobre el jazz y el rock, pero con un estilo firmemente basado en el bebop, y ampliamente reconocido como el más brillante saxofonista británico que emergió siguiendo los pasos de Tubby Hayes. Su tarea en la fusión jazz-rock contribuyó a acercar el jazz al público del rock y el rock al público del jazz».
Otros resaltan en su estilo la síntesis de un clásico como John Coltrane con Stan Getz, Rollins o Tubby Hayes. Para el crítico del Daily Telegraph:

Morrissey era tan flexible que era capaz de encajar con facilidad en muchos contextos, desde el estricto hard-bop, pasando por el jazz-rock y el jazz-funk hasta la música pop con influencias de soul. Poseía el increíble truco de hacer que todo lo que tocaba sonase no solo emocionante sino feliz.
The Daily Telegraph.

## Discografía

### Álbumes

#### Como líder o colíder
- It’s Morrissey, Man! (1961) – The Dick Morrissey Quartet
- Have You Heard? (1963) – The Dick Morrissey Quartet
- There and Back (en vivo entre 1964/1965; editado en 1997) – The Dick Morrissey Quartet
- Storm Warning! (en vivo en noviembre de 1965) – The Dick Morrissey Quartet
- Here and Now and Sounding Good! (septiembre de 1966) – The Dick Morrissey Quartet
- Sonny’s Blues: Live at Ronnie Scott’s (en vivo, 1966) – Sonny Stitt con The Dick Morrissey Quartet
- Spoon Sings and Swings (en vivo, 1966) – Jimmy Witherspoon con The Dick Morrissey Quartet
- Don’t Get Around Much Anymore – Live at Bullerbyn (en vivo, 1975)
- After Dark – Dick Morrissey (1983)
- Souliloquy – Dick Morrissey (1986)
- Live at the Bull – Tribute Vols. 1–2 (en vivo: 1987/8 – editado en 2007) con Spike Robinson
- Resurrection Ritual – Dick Morrissey (1988)
- Love Dance – Dick Morrissey (en vivo, 1989)
- Tippin' the Scales – Perfect Pitch (en vivo, 1989)
- Super Jam – (Villa Fantástica) – con Brian Auger y Pete York (en vivo 1989)
- Charly Antolini Meets Dick Morrissey (en vivo, 1990)

#### Con If
- If – aka If 1 (1970)
- If 2 (1970)
- If 3 (1971)
- If 4 (1972)
- Waterfall (1972)
- Double Diamond (1973)
- Not Just Another Bunch of Pretty Faces – If (1974)
- Tea Break Over, Back on Your 'Eads – If (1975)

#### Con Morrissey–Mullen
- Up - (Embryo Records, 1976)
- Cape Wrath - 1979
- Badness - 1981
- Life on the Wire  - 1982
- It's About Time - 1983
- This Must Be the Place - 1985
- Happy Hour - 1988
- Everything Must Change: The Definitive Collection - 2003

### Colaboraciones
- What the Dickens! – Johnny Dankworth and his Orchestra (1963)
- Roy Budd – Roy Budd (1965)
- Presenting the Harry South Big Band (January 1966)
- Sound Venture – Georgie Fame and the Harry South Big Band (octubre 1966)
- Acropolis – Ian Hamer Sextet (en vivo, 1966)
- Two Faces of Fame – Georgie Fame (1967)
- Retrospect Through 21 Years Of BBC Jazz Club – Various Artists (1968)
- The Greatest Little Soul Band in the Land – J. J. Jackson (1969)
- J. J. Jackson's Dilemma (1970)
- To Seek a New Home – Brother Jack McDuff (1970)
- Whitehorn – Geoff Whitehorn (1974)
- Worlds Collide – Hudson Ford (1975)
- The Atlantic Family Live at Montreux – (en vivo, 1977)
- A Pauper in Paradise – Gino Vannelli (1977)
- The Party Album – Alexis Korner (en vivo, 1978)
- It's Just a Lifetime – Craig Nuttycombe (1978)
- Just Easy – Alexis Korner (1978)
- Ravenna – Kim Beacon (1979)
- Peter Gabriel (III) – aka Melt – Peter Gabriel (1979)
- That's What Friends Are For – Georgie Fame and the Blue Flames (1979)
- Liner – Liner (1979)
- White Trails – Chris Rainbow (1979)
- Streets of Fire – Duncan Browne (1979)
- Lost in Austin – Marc Benno (1979)
- Alexis Korner and Friends (1980)
- "Strawberry Letter 23" – Bunny Brown (1980)
- Song of Seven – Jon Anderson (1980)
- Mr Money – Zoot Money (1980)
- Wonderin' – Rollercoaster (1980)
- Live in Sheffield 1980 – Jon Anderson / New Life Band (en vivo: diciembre de 1980 – editado en 2007)
- Honky – Keith Emerson (1981)
- The Friends of Mr Cairo – Jon & Vangelis (1981)
- In Hoagland – Hoagy Carmichael/Georgie Fame/Annie Ross (1981)
- Compare me with the rest – Ronny/Vangelis (1981) maxisencillo
- Land of Cockayne – Soft Machine (1981)
- Gone With The Wind (single) – Diamond Edge (1981)
- Love Theme en Blade Runner – Vangelis (1982)
- Night Birds – Shakatak (1982)
- Animation – Jon Anderson (1982)
- Rip It Up (single) – Orange Juice (1982)
- Ride Blue Divide – Sniff 'n' the Tears (1982)
- Now Then... – Stiff Little Fingers (1982)
- Work of Heart – Roy Harper (1982)
- Private Collection – Jon & Vangelis (1983)
- Warriors – Gary Numan (1983)
- Sirens – John Themis (1983)
- Reflection – Demis Roussos (1984)
- Brass Impact (1984)
- Double Crossed – Jim Diamond (1985)
- My Heart Knows – Maxine Nightingale (1985)
- Famous People – Bill Sharpe (1985)
- The Fury – Gary Numan (1985)
- Invitation – Shakatak (1985)
- Press to Play – Paul McCartney (1986)
- Animal Magic – The Blow Monkeys (1986)
- Three Hearts in the Happy Ending Machine (1986) – Daryl Hall
- Desire For Freedom – Jim Diamond (1986)
- The Power - Gloria Gaynor (1986)
- On a Blue Wing – Bill Nelson (1986)
- Strange Charm – Gary Numan (1986)
- City Walls – Phil Carmen (1987)
- Face to Face – Barclay James Harvest (1987)
- Confessions of a Pop Group – The Style Council (1988)
- Metal Rhythm – Gary Numan (1988)
- A New World (album) – Sonia King (1988)
- Old Angel Midnight – Jackson Sloan (1989)
- Mastercrime – Zeke Manyika (1989)
- Changes – Phil Carmen (1989)
- The Lady from Savannah – Irene Reid (1989) Birdland MC589
- Cookin – Charly Antolini (en vivo, 1989)
- Shout For Joy – Neville Dickie and His Rhythm Kings (en vivo, 1989)
- Daddy and the Steamers – Pete York (en vivo 1990)
- Shaking the Tree – Peter Gabriel (1990)
- Portraits (The Music of Harry South) - National Youth Jazz Orchestra (1990) como invitado especial, junto con Ronnie Ross
- Swinging Hollywood – Pete York (1991)
- Outland – Gary Numan (1991)
- Skyline – Phil Carmen (1993)
- Ritmo de Estorninhos — Johan Zachrisson (1993)[21]
- Good Times & the Blues – Mike Carr (en vivo: 1993)
- Right-On – Charly Antolini (en vivo: 1993)
- Superblues  – Pete York (1994)